# Kathrin Prick
Kathrin Prick-Hoffmann (* 1949 in Hamburg als Kathrin Prick) ist eine deutsche Opernregisseurin und Professorin für Szenische Gestaltung.

## Leben und Werdegang
Kathrin Prick wurde in Hamburg geboren. Ihr Vater Rudolf Prick war Konzertmeister beim Philharmonischen Staatsorchester Hamburg, ihre Mutter Elisabeth war die Tochter der Schauspielerin Käthe Gothe. Kathrin Prick war das zweite Kind, ihr Bruder, der Dirigent Christof Prick, wurde bereits 1946 geboren.
Kathrin Prick studierte zunächst Pädagogik in Köln und unterrichtete an einer Grund- und Hauptschule in Berlin. Dann begann sie ein Studium der Musik- und Theaterwissenschaften an der FU Berlin. Anschließend ging sie nach Hamburg, wo sie von 1977 bs 1979 bei Götz Friedrich Musiktheaterregie studierte.
Ihre erste Anstellung fand sie 1979 am Darmstädter Theater, wo sie als Regieassistentin bei Kurt Horres arbeitete. In diese Zeit in Darmstadt bis 1984 fallen die ersten eigenständigen Inszenierungen. Seit 1980 arbeitete sie zudem als Lehrbeauftragte für Szenischen Unterricht am Peter-Cornelius-Konservatorium in Mainz. Ihre nächste Anstellung hatte sie von 1983 bis 1985 als Regisseurin am Pfalztheater in Kaiserslautern. In den folgenden Jahren inszenierte sie als freiberufliche Regisseurin etwa 50 verschiedene Opern an den unterschiedlichsten Opernhäusern.
An der Staatlichen Hochschule für Musik und Darstellende Kunst Stuttgart arbeitete sie von 1989 bis 2015 als Professorin für Szenische Leitung der Opernschule und erarbeitete zusammen mit den Studierenden etwa 30 Abende am Wilhelma-Theater in Stuttgart.
Nach ihrer Pensionierung organisierte Kathrin Prick im privaten und öffentlichen Raum Konzerte und Vorträge über die Komponistin Ethel Smyth.
Ihre Tochter Frederike Prick-Hoffmann arbeitet als Opern-Dramaturgin am Darmstädter Theater.

## Inszenierungen (Auswahl)
- 2014 Expedition Mozart: Wenn ich wenigstens wüsste, wo ich wär, Wilhelma-Theater Stuttgart
- 2014 Alexander Zemlinsky: Der Zwerg, Wilhelma-Theater Stuttgart
- 2013 Engelbert Humperdinck: Hänsel und Gretel, Theater Koblenz[4]
- 2003 Paul Hindemith: Sancta Susanna, Wilhelma-Theater Stuttgart[5]
- 2003 Giacomo Puccini: Suor Angelica, Wilhelma-Theater Stuttgart[5]
- 2001 Benjamin Britten: Albert Herring, Wilhelma-Theater Stuttgart[6]
- 2000 Ludwig von Beethoven: Fidelio, Theater Krefeld und Mönchengladbach[7]
- 2000 Udo Zimmermann: Die wundersame Schustersfrau, Wilhelma-Theater Stuttgart[8]
- 1999 Richard Strauss: Ariadne auf Naxos, Theater und Orchester Heidelberg[9]
- 1998 Ermanno Wolf-Ferran: Die vier Grobiane, Wilhelma-Theater Stuttgart[10]
- 1998 Giuseppe Verdi: Il Trovatore, Theater und Orchester Heidelberg
- 1997 Alexander Zemlinsky: Der Kreidekreis, Theater und Orchester Heidelberg[11]
- 1996 Richard Strauss: Elektra, Theater Krefeld und Mönchengladbach
- 1996 Gioachino Rossini: La Cenerentola, Staatstheater Hannover
- 1995 Wolfgang A. Mozart: Figaros Hochzeit, Theater Heidelberg
- 1993 Georg Friedrich Händel: Xerxes, Wilhelma-Theater Stuttgart[12]
- 1992 Richard Strauss: Salome, Theater Krefeld und Mönchengladbach
- 1991 Leoš Janáček: Jenufa, Theater Krefeld und Mönchengladbach
- 1990 Giuseppe Verdi: Aida, Theater Ulm
- 1990 Richard Wagner: Tannhäuser, Nationaltheater Mannheim[13]
- 1989 Georg Friedrich Händel: Otto und Theophane, Opernhaus Kiel
- 1988 Gottfried von Einem: Der Besuch der alten Dame, Opernhaus Kiel
- 1986 Wolfgang Amadeus Mozart: Don Giovanni, Opernhaus Kiel
- 1986 Ludwig von Beethoven: Fidelio, Opernhaus Kiel
- 1985 Giaochino Rossini: Der Barbier von Sevilla, Pfalztheater Kaiserslautern
- 1984 Charles Gounod: Margarethe, Pfalztheater Kaiserslautern

## CD-Veröffentlichung
- Es gibt ein Reich... OPER. Resonanz 2014 der Staatlichen Hochschule für Musik und Darstellende Kunst Stuttgart